# أليسيو فيجالي
أليسيو فيجالي (بالإيطالية: Alessio Figalli) من مواليد 2 نيسان/أبريل 1984، هو رياضياتي إيطالي اشتهر بفضل عمله الكبير في مجال حساب التفاضل والتكامل جنبًا إلى جنب مع المعادلات التفاضلية الجزئية.
حصل فيجالي على الجائزة الكبرى كور بيكوت في عام 2012 من جمعية الرياضيات الأوروبية، كما نال عام 2015 ميدالية ستامباشيا. فاز عام 2018 بميدالية فيلدز.

## السيرة الذاتية
حصل فيجالي على درجة الماجستير في الرياضيات من جامعة بيزا ثم حصل على شهادة الدكتوراه في عام 2007 تحت إشراف لويجي أمبروسيو وسيدريك فيلاني من مدرسة الاساتذه العليا دي ليون. في عام 2007 تم تعيينه كأستاذ باحث في المركز الوطني الفرنسي للبحث العلمي ثم ذهب في عام 2008 لحضور المدرسة المتعددة التكنولوجية. انتقل
في عام 2009 إلى جامعة تكساس في أوستن كأستاذ مشارك، ثم أصبح أستاذًا في عام 2011. منذ عام 2016 وهو يشغل منصب أستاذ في المعهد الفدرالي السويسري للتكنولوجيا في زيورخ.
حصل فيجالي على العديد من الجوائز، بما في ذلك جائزة من جمعية الرياضيات الأوروبية في عام 2012؛ كما نال جائزة بيكوت فيمونت (بالفرنسية: Peccot-Vimont) عام 2011 وجائزة كور بيكوت عام 2012 من كوليج دو فرانس. تم تعيينه كمحاضر في 2014 في المعهد الفدرالي السويسري للتكنولوجيا في زيورخ. فاز في عام 2018 بميدالية فيلدز.